# Judith Affeld
Judith Affeld (* 20. Juni 1978 in Marburg) ist eine ehemalige deutsche Fußballspielerin, die unter anderem fünfmal das Double gewann.

## Karriere
Judith Affeld begann ihre Karriere beim FSV Cappel. 1997 wechselte sie zur SG Praunheim, aus der später der 1. FFC Frankfurt hervorging. Affeld war gelernte Stürmerin, spielte aber in den letzten Jahren ihrer Karriere auf der Position der linken Verteidigerin. Nach der Saison 2006/2007 beendete Affeld ihre Karriere. Trotzdem half sie gegen Ende der Saison 2007/2008 in der zweiten Mannschaft des 1. FFC Frankfurt aus.
Sie arbeitet als Erzieherin.

## Erfolge
- Deutscher Meister 1999, 2001, 2002, 2003, 2005, 2007
- DFB-Pokal-Sieger 1999, 2000, 2001, 2002, 2003, 2007
- UEFA Women’s Cup-Sieger 2002, 2006